# Chico Triste
Francisco Pereira da Silva (Sergipe, 5 de junho de 1918 — São José dos Campos, 10 de março de 1981), conhecido como Chico Triste, foi um jornalista, escritor, folclorista e professor brasileiro.
Atuou no desenvolvimento jornalístico e cultural do Vale do Paraíba, participando da fundação do jornal Valeparaibano, chamado hoje de O Vale, da fundação da Academia Joseense de Letras, em que é o patrono da cadeira de número 4, e de outras instituições associadas ao cenário cultural e linguístico da região.
Fez parte da Associação Brasileira de Folclore e colaborou na Revista do Folclore. Integrou a Comissão Paulista de Folclore do Instituto Brasileiro de Educação, Ciência e Cultura, da Organização das Nações Unidas para a Educação, a Ciência e a Cultura (UNESCO).
Chico Triste morreu em 1981, vítima de câncer.

## Livros e monografias[6]
| Miçangas Folclóricas                               |
| O Desafio Calangueado                              |
| Apontamentos de Folclore (didático)                |
| Itinerários da Capoeira (folclore histórico)       |
| Moda-de-viola (literatura oral no Vale do Paraíba) |
| Dança do Povo Piraquara                            |
| Tesouros Encantados                                |